# Calulo
Calulo (auch Kalulo) ist eine Kleinstadt in Angola. Sie ist Hauptstadt des Kreises (Município) von Libolo, in der Provinz Cuanza Sul. Einige Familien von Angola-Deutschen leben in der Gegend um den Ort.

## Geschichte
Die lokale Bevölkerung leistete den portugiesischen Kolonialherren Widerstand, als diese im 16. Jahrhundert das Gebiet unter ihre Kontrolle zu bringen versuchten.
Entsprechend dem imperialistischen Zeitgeist der Epoche verstärkten auch die Portugiesen zum Ende des 19. Jahrhunderts ihre koloniale Präsenz wieder. 1890 gründeten sie in Calulo einen Verwaltungsposten, der besonders ab 1895 von lokalem Widerstand bedroht wurde. 1897 errichteten die Portugiesen hier eine Festung, in die sie sich insbesondere beim Aufstand 1917 flüchteten.
1932 waren die Bemühungen zur abschließenden Befriedung schließlich erfolgreich, und der Verwaltungskreis Libolo entstand. Sitz wurde das bereits im Januar 1900 zur Kleinstadt (Vila) erhobene Calulo. Der Ort erlebte insbesondere durch den intensivierten Kaffeeanbau der 1960er Jahre eine bedeutende Entwicklung. Auch als Wallfahrtsort ist die Stadt bekannt. Grund ist die Marienstatue, die 1967 aus Fátima nach Luanda kam, und sich seit 1968 in der zeitgleich eingeweihten Kirche von Calulo befindet. Nach den Zerstörungen und Abwanderungen infolge des angolanischen Bürgerkriegs nach der Unabhängigkeit 1975 erlebt Calulo seit dem Ende des Bürgerkriegs 2002 eine erneute Entwicklung. Der wiederaufgenommene Kaffeeanbau und der Neubau der Nationalstraße EN120 nach Huambo waren wichtige Faktoren der wirtschaftlichen Erholung.

## Sport
Im städtischen Stadion Estádio Municipal de Calula, das 5000 Zuschauern Platz bietet, ist der Fußballverein CRD Libolo zuhause. Der Verein konnte bereits dreimal die Meisterschaft des Girabola, der höchsten Spielklasse des Landes gewinnen. Auch die Basketballabteilung des Vereins ist in der höchsten Spielklasse des Landes erfolgreich, mit den Vizemeisterschaften 2009 und 2010. Die Karateabteilung des CRD konnte von 2008 bis 2010 gar drei Mal in Folge den Landestitel für sich entscheiden.

## Söhne und Töchter der Stadt
- Francisco Carneiro (* 1955), General und Politiker